# Концерт для фортепіано з оркестром № 24 (Моцарт)
Концерт для фортепіано з оркестром № 24 до мінор (KV 491) Вольфганга Амадея Моцарта написаний 1786 року у Відні.
Складається з трьох частин:
1. Allegro
2. Larghetto
3. Allegretto